# Historisch Studiecentrum Alden Biesen
Het Historisch Studiecentrum Alden Biesen of HISAB, is een organisatie die het onderzoek naar de geschiedenis van de Duitse Orde in het Maas-Rijn gebied bevordert.

## Situering
De organisatie is een vereniging zonder winstoogmerk of VZW en is gevestigd in de landcommanderij Alden Biesen te Bilzen. Het centrum organiseert op geregelde tijdstippen studiedagen in de landcommanderij van Alden Biesen.
Het Centrum werkt nauw samen met de Internationale Historische Kommission zur Erforschung des Deutschen Ordens en met professor emeritus Udo Arnold. In Wenen bevindt er zich in het Centraal Archief van de Duitse Orde - het zogenoemde DOZA - een omvangrijk Biesens archieffonds. 

## Publicaties
Het Centrum gaf ook een inventaris uit van het archief dat van de balije Biesen bewaard wordt in het Rijksarchief te Hasselt en in  het Nordrheinwestfälisches Hauptstaatsarchiv in Düsseldorf. 
Het Centrum geeft een eigen historisch-wetenschappelijke reeks uit met als titel: Bijdragen tot de geschiedenis van de Duitse Orde in de balije Biesen. 
- Deel 1. Mertens (red.), Leden van de Duitse Orde, Bilzen 1994, 367 p.
- Deel 2. J. Mertens (red.), Miscellanea Baliviae de Juncis. Opstellen over de balije Biesen opgedragen aan H. Vandermeulen, Bilzen 1995, 416 p., met afbeeldingen in zwart-wit en kleur.
- Deel 3. M. van der Eycken, Inventaris van het archief van de balije Biesen, drie banden:
  1. 3a. De centrale administratie van de balije, Bilzen 1995, 397 p.
  2. 3b. De commanderijen, Bilzen 1996, 307 p.
  3. 3c. Het archief van de heerlijkheden, leen- en cijnshoven, van de recepten, van de parochies en beneficies, van de onderwijsinstellingen, van private personen en van de "Mergentheimer Abgabe" in Düsseldorf, Bilzen 1997, 323 p., met zwart-wit-afbeeldingen en uitgebreide indices op de drie delen.
- Deel 4. J. Mertens (red.), Crux et Arma. Kruistochten, ridderorden en Duitse Orde, Bilzen 1997, 281 p., met zwart-wit-afbeeldingen.
- Deel 5. J. Mertens, Van page tot landcommandeur. Opleiding, intrede in de Duitse Orde en militaire loopbaan van de ridders van de balije Biesen in de 18de eeuw, Bilzen 1998, 393 p., met afbeeldingen in kleur en in zwart-wit.
- Deel 6. J. Mertens (ed.), Miscellanea Baliviae de Juncis II. Verzamelde opstellen over Alden Biesen, Bernissem, Leopold Willem van Oostenrijk († 1662), Clemens August van Beieren († 1761) en de landcommandeurs Schönborn († 1743) en Belderbusch († 1784), Bilzen 2000, 447 p., met zwart-wit-afbeeldingen.
- Deel 7. J. en M. van der Eycken, "Wachten op de prins…". Negen eeuwen adellijk damesstift Munsterbilzen, Bilzen 2000, 420 p., met afbeeldingen in kleur en in zwart-wit.
- Deel 8. J. Mertens (ed.), “Met desen Crude est Guet Stoven... “. Biesense opstellen opgedragen aan Gilbert van Houtven, Bilzen 2007, ca. 350 p., met afbeeldingen in kleur en zwart-wit.
- Deel 9. M. Van der Eycken, De commanderij Bekkevoort. De Duitse Orde in Bekkevoort en Diest (1229-1796), Bilzen 2009, 401 p.
- Deel 10. Jozef Mertens, Adel, ridderorde en erfgoed in het Land van Maas en Rijn onder redactie van Dhr Jef Mertens, 500 p., 200 afbeeldingen (40 in kleur)
- Deel 11. Jozef Mertens, Machtige ridders, burgerlijke herders. De Duitse Orde en haar priesters in het land van Maas en Rijn (1220-1800), 2022.